# Al final
Al final es el nombre del tercer álbum de Emmanuel, lanzado en 1979.
Su plataforma para su consolidación definitiva fue su intervención en el Festival de la OTI con el tema Él y yo (quedando en un polémico segundo lugar) y con el que logra internacionalizarse, participando con la exquisita y dulce "Al final", desprendiéndose de este disco otros singles tales como:
¿Qué vas a hacer sin mí?, Han bajado las horas, La mañana se derrama entre los dos, un clásico del Bolero Ranchero
Original De José Alfredo Jiménez Amanecí entre tus brazos y María del Ángel.
En USA el álbum fue lanzado en el año 1980, el cual registro un éxito en la revista de Billboard.

## Lista de canciones
1. Al Final (Roberto Cantoral) - 3:33
2. María del Ángel (Emmanuel Acha) - 3:38
3. ¿Qué Vas a Hacer sin Mi? (Lolita De La Colina) - 4:10
4. Él y Yo (Emmanuel Acha) - 4:13
5. La Infancia (José Alfonso Ontiveros Guadalupe Trigo-Mario Arturo) - 2:45
6. Amanecí Entre Tus Brazos (José Alfredo Jiménez) - 3:35
7. Antes de Comenzar (Emmanuel Acha) - 2:45
8. La Mañana Se Derrama Entre los Dos (Pablo Herrero-José Luis Armenteros) - 3:10
9. Mucho Señora (José Marti-José Alfonso Ontiveros Guadalupe Trigo) - 3:20
10. Han Bajado las Horas (Emmanuel Acha) - 2:52

Arreglos y Dirección: Pocho Pérez
1. Chucho Ferrer

## Sencillos
| #  | Título                                                                      |
| -- | --------------------------------------------------------------------------- |
| 1. | "Al final" Lanzado: 15 de septiembre de 1979 Billboard Éxitos de México: #4 |

## Álbum
| #  | Título                                                           |
| -- | ---------------------------------------------------------------- |
| 1. | "Al final" Billboard Top Latin Albums: Los Angeles Pop #4 (1980) |

- Datos: Q5661865